# Perdita (hold)
A Perdita az Uránusz egyik holdja. Noha a holdat már 1986. január 18-án lefotózta a Voyager-2 űrszonda, csupán 1999. március 18-án fedezte fel Erich Karkoschka csillagász. 
Pályáján, átmérőjén és 0,08-as geometriai albedóján kívül keveset tudunk erről a holdról. Anyabolygótól való távolsága kb. 76 400 km.

## Nevének eredete
Felfedezése után ideiglenes neve Uránusz XXV volt. Nevét William Shakespeare Téli rege című drámájának egyik szereplője után kapta.

## Külső hivatkozások
- Uranus 'Loses' a Moon: The 'New' Official Moon Count of the Solar System (Archived), Melanie Melton, The Planetary Society, 2001. december 20.